# Leo van Aken

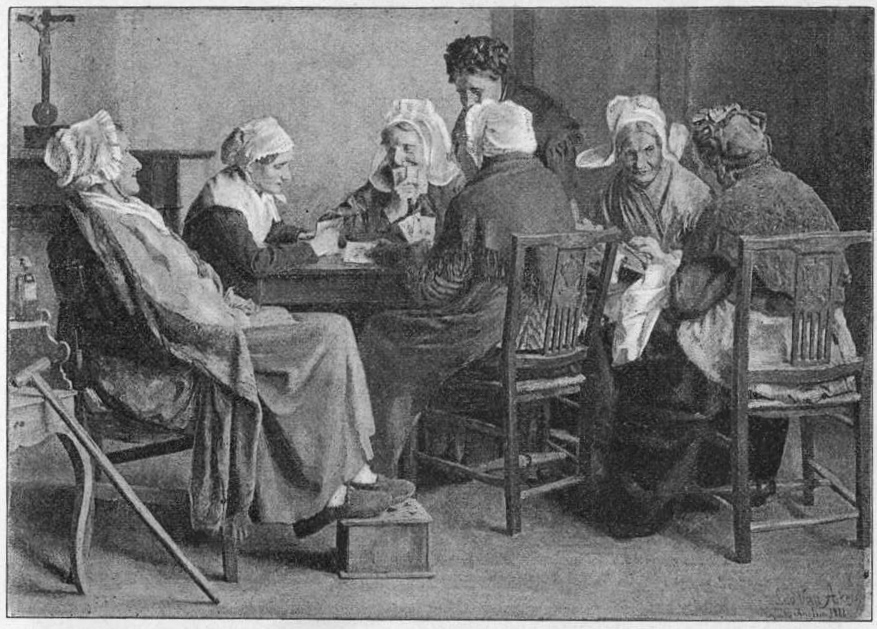
Glaspalast München 1890 160

Leo van Aken (Anvers, 1857 - 1904) fou un pintor belga, especialitzat en pintura històrica i costumista. Es va formar a Anvers i va treballar principalment amb l'artista belga Polydore Beaufaux, especialitzat en pintura de temàtica històrica. Va pintar escenes d'interior i de la vida quotidiana del poble seguint l'estil d'Alexander Struys, un dels principals representants de la pintura naturalista de tendència social belga. El 1889 va exposar al Saló de París, on li van concedir una menció. A l'Exposició de Belles Arts de Barcelona de 1898 va obtenir la medalla de primera classe amb «Misèria humana», que es troba dins de la col·lecció del MNAC (Museu Nacional de Catalunya). Les seves obres més representatives són «Tiradors d'arc» i «La malalta». L'obra «Misèria humana» s'exposà dins la mostra «Ciència i Caritat al descobert» que s'inaugurà al novembre del 2010 al Museu Picasso de Barcelona. Rebé una menció al Saló de París de 1889 i una medalla de primera classe a l'Exposició de Belles Arts de Barcelona de 1898 per «Misèria humana»